# Homme de Maludong

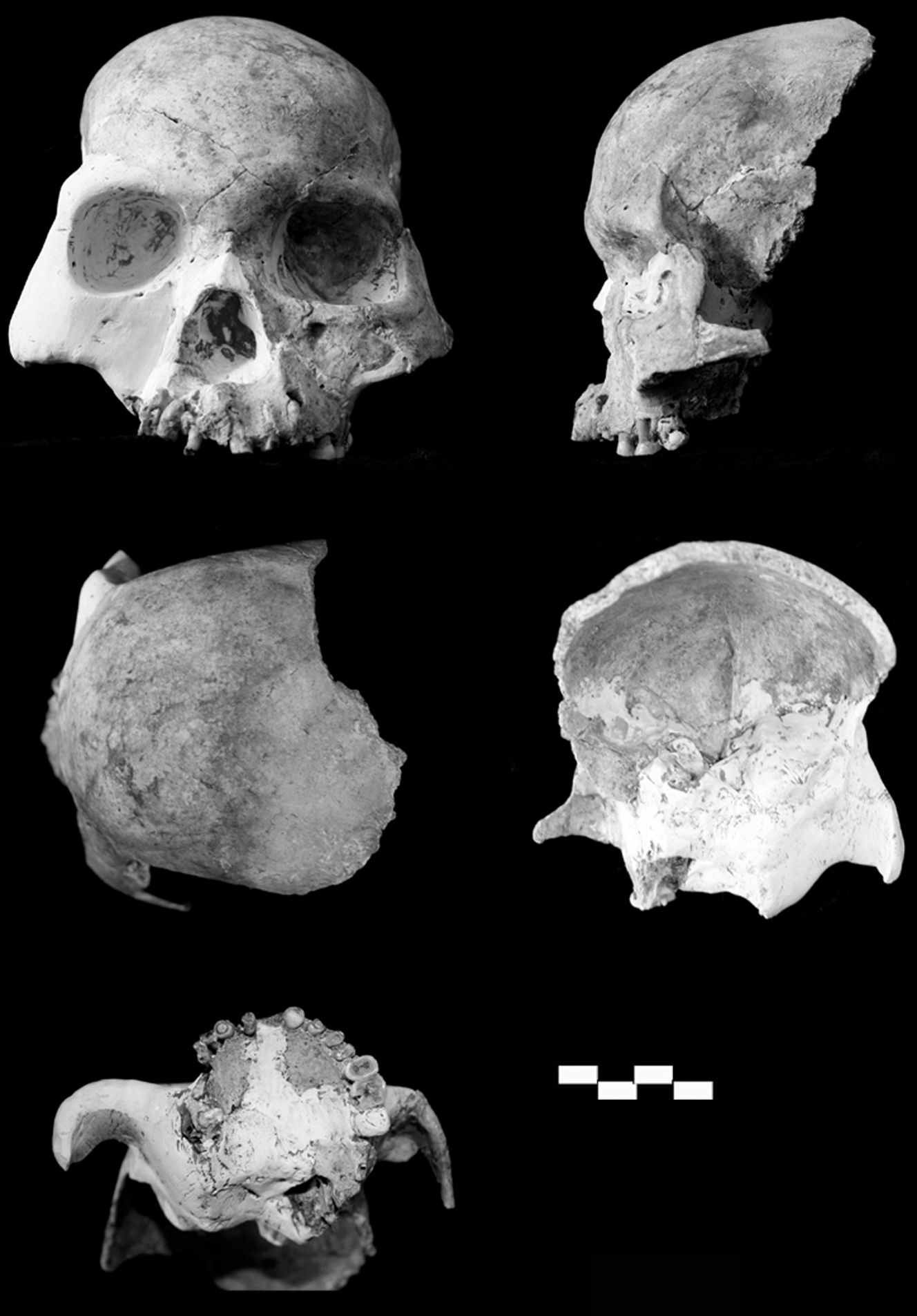
Crâne de Longlin en partie reconstruit

Homme de Maludong est le nom donné à plusieurs fossiles du genre Homo, datant de 11 500 à 14 500 ans avant le présent, découverts en Chine dans la grotte de Maludong (ou grotte du Cerf rouge, province du Yunnan) et dans la grotte de Longlin (province du Guangxi). Du nom de la première, on trouve parfois l'appellation « Homme du Cerf rouge ». Les fouilles ont montré que de grands cerfs rouges avaient été consommés dans la grotte de Maludong, qui ont donné leur nom à la grotte et à ces humains fossiles.
Selon les auteurs de la première étude qui a été consacrée en 2012 à ces ossements fossiles, ils appartiendraient à une nouvelle espèce humaine, présentant un mélange de caractères archaïques et modernes,. Néanmoins, l'étude de leur génome semble montrer que ces ossements appartiennent à des hommes modernes malgré leurs caractéristiques morphologiques inhabituelles.

## Découverte

Mandibules de Maludong

En 1979, un crâne fossile partiel appartenant au genre Homo fut mis au jour dans la grotte de Longlin, dans la région du Guangxi en Chine. Dix ans plus tard, en 1989, d'autres ossements humains, représentatifs de trois individus, furent découverts dans la grotte de Maludong, dans la province du Yunnan. Pendant 20 à 30 ans, ces fossiles restèrent rangés dans des tiroirs sans être étudiés. En 2008, le paléanthropologue australien Darren Curnoe et son collègue chinois Ji Xueping entreprirent une étude systématique des fossiles trouvés dans les deux grottes.

## Datation
Grâce à des charbons (fragments de bois carbonisés) découverts sur les fossiles ou dans les niveaux ayant livré ces fossiles, ils purent réaliser une datation par le carbone 14, qui donna pour Maludong un âge de 14 500 ans, et pour Longlin de 11 500 ans avant le présent. Il était jusque-là admis que toutes les espèces du genre Homo, dont Homo neanderthalensis et Homo floresiensis, avaient disparu à cette époque à l'exception de l'homme moderne, Homo sapiens.

## Morphologie
Les fossiles présentent une mosaïque de caractères archaïques et modernes. Les traits modernes sont une face courte sous un os frontal arqué et courbé vers l'arrière, qui évoque Homo sapiens. Les traits archaïques sont l'absence de menton, une mâchoire robuste et légèrement prognathe portant de grosses molaires, une fosse nasale large, un torus sus-orbitaire moyen, des os du crâne épais et un cerveau au volume modéré.

## Statut taxonomique
Selon le paléoanthropologue américain Jeffrey Schwartz (Université de Pittsburgh), qui a examiné attentivement les fossiles, cette combinaison de traits unique signe clairement l'existence d'une nouvelle espèce.

Ce point de vue ne suscite pas de consensus à ce jour parmi la communauté scientifique. Chris Stringer, du Musée d'histoire naturelle de Londres, a suggéré qu'ils pourraient résulter d'une hybridation entre des Dénisoviens et des humains modernes. Les fossiles chinois candidats pour représenter l'Homme de Denisova sont déjà nombreux à ce jour, mais l'Homme de Maludong présente une morphologie différente des autres fossiles connus. D'autres scientifiques demeurent sceptiques, rappelant que les traits physiques observés pourraient se situer dans la variabilité des populations humaines actuelles.
Les tentatives d'extraction d'ADN ont été infructueuses jusqu'en 2018, date a laquelle les généticiens de l'Académie chinoise des sciences ont réussi à étudier des séquences d’ADN nucléaire et mitochondrial extraites d’une calotte crânienne fossile de 14 000 ans. Ils ont ainsi pu déterminer que ces restes humains appartenaient très probablement à une femme de l’espèce Homo sapiens et cela malgré ses traits morphologiques particuliers. Cet hominidé du Pléistocène supérieur (MZR) est un humain moderne qui représente une lignée précoce diversifiée en Asie de l'Est. L'ADN mitochondrial de MZR appartient à une lignée basale éteinte de l'haplogroupe M9, qui présente une riche diversité matrilinéaire dans le sud de l'Asie de l'Est au cours du Pléistocène supérieur. MZR présente une continuité génétique jusqu'à présent en Asie orientale, dans la péninsule indochinoise et dans les îles d'Asie du Sud-Est. Remarquablement, MZR est profondément lié à l'ascendance est-asiatique qui a contribué aux premiers Américains,.